# Masacre de Bava Beccaris

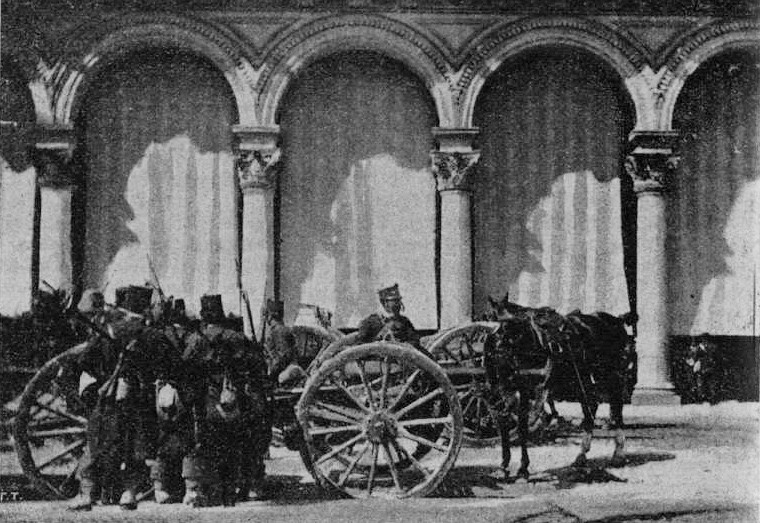
Illustrazione popolare

La Masacre de Bava Beccaris, hace referencia a la revuelta que se produjo en Milán en mayo de 1898 y que tuvo como resultado una masacre. Fue  nombrada así por el general italiano Fiorenzo Bava Beccaris, quien estaba al mando de las tropas que reprimieron los disturbios generalizados.

## Huelga y manifestación
El día 5 de mayo de 1898 un grupo de trabajadores de la ciudad de Milán, organizados en sindicatos, planifican una gran manifestación por las calles de la ciudad, en el marco de una huelga generalizada, para demostrar ante el gobierno de Antonio Starabba, marqués de Rudinì, su responsabilidad por la inflación y por el hambre que estaba afectando al país. 
Después de la protesta en Milán al día siguiente, 6 de mayo, el gobierno de Antonio di Rudinì declara desde Roma la imposición del Estado de emergencia en Milán. La infantería, caballería y artillería del Regio Esercito recibió órdenes de evitar disturbios, quedando al mando del General Fiorenzo Bava Beccaris. Cuando el día 6 de mayo se advirtió el inicio de otra manifestación masiva de obreros, el general Bava Beccaris ordenó a sus tropas tomar posiciones en las avenidas principales de Milán. Ante la negativa de los obreros a disolver la manifestación, Bava Beccaris ordenó disparar sobre la multitud con el objetivo de demostrar que la violencia sería empleada para disolver la marcha; poco después las tropas de infantería y caballería cargaron contra la muchedumbre abriendo fuego, en otras calles la artillería fue disparada contra los huelguistas. Al acabar el día quedaban sobre el pavimento de Milán unos 300 manifestantes muertos, entre hombres, mujeres y niños. 
El 9 de mayo de 1898, las tropas usaron la artillería para traspasar las murallas del monasterio de Porta Monforte, donde se rumoreaba que había un escondite de huelguistas, pero dentro solo encontraron un grupo de mendigos quienes vinieron para recibir asistencia de los frailes. De acuerdo al gobernador civil de Milán, murieron 118 personas, y 450 personas fueron heridas. La oposición socialista exigió que se reconociera la culpa del gobierno por la muerte de un total de 400 personas, quedando otros 2.000 como heridos por la represión militar. Filippo Turati, uno de los fundadores del Partido Socialista Italiano en 1892, fue arrestado,  acusado de incitar los desórdenes.
El rey Humberto I felicitó al general Fiorenzo Bava Beccaris por esta acción, y lo condecoró con la medalla Grande Ufficiale dell'Ordine Militare dei Savoia, alegando que el militar "ha rendido un gran servicio al rey y al país". La condecoración exaltó la indignación de la población de Italia, incluso de conservadores y por supuesto por parte del clero que condenaba la extrema violencia de las tropas por disparar sobre civiles desarmados. Por otro lado, el marqués de Rudinì fue forzado a renunciar al cargo de primer ministro poco después, el 29 de junio del mismo año.
El 29 de julio del año 1900, en Monza, Humberto I fue asesinado por el anarquista Gaetano Bresci, llegado de Estados Unidos, quien afirmó cometer el crimen para vengarse por las víctimas de la represión de 1898, y por la ofensa producida con la condecoración a Fiorenzo Bava Beccaris.
El pintor Quinto Cenni, creó una larga colección de ilustraciones en las cuales eran retratadas las escenas de los desórdenes. Estos retratos mostraban a los manifestantes en condiciones desfavorables y destacó el apoyo de la clase media y los ciudadanos de Milán para los militares.